# Osvaldo Orsi
Osvaldo Orsi (Rovereto, 26 marzo 1862 – San Michele all'Adige, 25 luglio 1944) è stato un agronomo italiano, laureato alla Scuola superiore di agricoltura di Milano, direttore dell'Istituto agrario di San Michele all'Adige e ricercatore della Stazione sperimentale nei primi anni del Novecento.

## Biografia

### La vita e gli studi
Osvaldo Orsi nacque dal commerciante Pietro Orsi e Maria Keppel e fu l'ultimo di otto fratelli. Dalla stessa famiglia proveniva anche il noto archeologo Paolo Orsi, fratello maggiore di Osvaldo, conosciuto in tutta Italia. Frequentò l'Imperial Regio Ginnasio di Rovereto, completando gli studi con la maturità nel 1881. Si spostò quindi a Milano alla Scuola superiore d'agricoltura, nella quale si laureò in scienze agrarie nel 1884. Ciò gli diede l'opportunità in seguito di abilitarsi all'insegnamento della viticoltura e della frutticoltura. Nello stesso anno la Dieta tirolese istituì la terza cattedra di storia naturale, geometria e agrimensura all'Istituto agrario di San Michele all'Adige. Nel 1885 Orsi entrò a far parte dell'Istituto come ricercatore alla Stazione sperimentale e ottenne tale cattedra dal 1886. Ad essa affiancò l'incarico di docente agrario ambulante per la parte italiana del Tirolo.

### I primi anni a San Michele e la passione per la montagna
Dopo essersi trasferito a San Michele all'Adige da Rovereto, Osvaldo Orsi visse in affitto presso una famiglia del posto, che gli offrì due stanze della casa. Si presentava come un uomo elegante, col cappello sempre adornato da un fiore, che portava pantaloni alla zuava, e una tracolla piena di piante o fiori (questi ad indicare la sua passione per la botanica). Era considerato dai suoi compaesani una persona promulgatrice di iniziative patriottico-culturali e molto generosa, a cominciare dalla scuola materna del paese, alla quale non fece mai mancare il latte e le scarpe per i bambini e per la quale pagava l'addetta alle pulizie. Alcuni giovani del tempo ricevevano spesso da lui pure qualche lira per pagare il biglietto del cinema a Mezzocorona. 
A dimostrazione del suo amore per la montagna, Orsi era solito accompagnare nelle escursioni estive i primi turisti stranieri (perlopiù inglesi) in visita da Mezzolombardo fino a Molveno («C'era un solo taxi, una Balilla, che svolgeva tale servizio. Quando non era disponibile, ci pensava lui procurando un carro se del caso»). Durante la sua permanenza a San Michele, visto il suo impegno come alpinista e come cultore delle montagne trentine, fu nominato nel 1932 Reggente della Sottosezione CAI-SAT di San Michele divenendone poi socio fondatore. Fu uno dei primi ad occuparsi della valorizzazione turistica dell'Altopiano Paganella e di Molveno ed in particolare del Gruppo del Brenta. Fu un forte sostenitore a favore della risistemazione del sentiero della Sega Alta, "cengia" che collega tra loro i rifugi Tuckett e Pedrotti (2272-2486 m s.l.m.) e ne finanziò l’opera, tant'è che a lui fu dedicato. Nel 1953 la SAT pose proprio su questo sentiero una targa commemorativa in suo ricordo.

### La Ricerca alla Stazione sperimentale e le lezioni ambulanti
A partire dal 1886, ottenuto ufficialmente l'incarico di maestro ambulante, Orsi ebbe modo di divulgare attivamente le conoscenze acquisite e le ricerche portate avanti alla Stazione sperimentale, non solo grazie alle lezioni nei paesi della Provincia, ma anche alle grazie alle numerose collaborazioni con giornali e riviste agrarie quali «L’Almanacco agrario», il «Bollettino d’agricoltura», gli «Studi trentini di scienze naturali», e il quotidiano «Trentino». 
Nel 1894 L'Almanacco registrò ben 27 conferenze nei principali comuni. Le lezioni si tennero, per quell'anno e per i successivi, quasi sempre la domenica o in giorni festivi, e vi si registrava una partecipazione viva e sempre crescente da parte degli agricoltori. Nelle lezioni gli argomenti trattati da Orsi si adattavano alle specifiche esigenze e ai problemi riscontrati di zona in zona: nella valle dell'Adige visitò Mattarello, Lavis e Mezzolombardo, affrontando la coltivazione della vite, in ambito di prevenzione contro la fillossera e parassiti e sulle varietà da coltivare, insegnando poi ai contadini l'importanza della cooperazione nell'istituzione di cantine sociali. Visitò anche vivai di barbatelle per favorire l'introduzione delle buone varietà di vite; in Vallagarina e valle dei Laghi passò per Nomi, Rovereto, Volano, Pilcante, Chizzola, Lizzana, Nogaredo e infine a Arco, Nago e Riva del Garda, dove insegnò le tecniche di coltivazione, moltiplicazione, concimazione e taglio dell'ulivo. A Rovereto in particolare si tennero lezioni sull'utilizzo, innovativo per l'epoca, del solfuro di carbonio nel trattamento del marciume radicale nei gelsi; in val di Cembra arrivò ad Albiano, Civezzano, Verla, poi in Valsugana a Levico, Caldonazzo, Pergine, Strigno, Tesino, Castello, Borgo, Pieve Tesino e Castel Tesino, zone nelle quali si dimostrò importante l'allevamento del baco da seta (Orsi avrebbe approfondito questo tema in particolare negli anni 1910-1911, operando una vera e propria introduzione e disseminazione della Prospaltella berlesei, specie efficace nella lotta contro la cocciniglia). 
Istruì gli abitanti delle aree montane e alpine in materia di pastorizia, di praticoltura e di conservazione dei concimi; si occupò anche delle piante foraggere, consigliando gli agricoltori sulla produzione autonoma del seme; più in generale illustrava il modo più efficace di reperire i principali prodotti agricoli. Importante fu inoltre l'incarico, assegnatogli in occasione del VI Congresso enologico austriaco, di valutatore dei moderni strumenti agricoli quali irroratrici e polverizzatrici, come pure quello di sorvegliante al mercato di piante in occasione della Fiera di San Giuseppe a Trento. Questo per evitare la possibile diffusione della cocciniglia del gelso, o Diaspis pentagona.
Soprattutto nella pratica di ambulante, Orsi lasciò ,tra la gente dei comuni trentini che di volta in volta visitava, un'immagine positiva di sé. Se ne ebbe testimonianza viva specialmente tra gli abitanti di San Michele, che lo ricordavano col nome di "Papà Orsi": «Così lo chiamavano i contadini della zona che lui, pur non assistendo alla messa, incontrava la domenica sul sagrato della chiesa a conclusione della funzione religiosa; Orsi era il loro consulente diretto per quel che riguarda l'attività colturale praticata in zona»

### La vita a San Michele dopo il 1900

Osvaldo Orsi a Katzenau nel 1915

Nel 1909, con la direzione Schindler, Orsi divenne Vicedirettore dell'Istituto agrario. Durante la guerra fu confinato in Austria superiore nel campo di Katzenau negli anni 1915-1918. Di questo periodo rende testimonianza la raccolta: Poesie! Dedicate dagli amici al prof.Osvaldo Orsi. Nel 1919 dopo l’annessione del Trentino all'Italia Osvaldo Orsi fu nominato Direttore dell’Istituto di San Michele e contemporaneamente Commendatore della Corona d'Italia. Conservò sempre la sua passione di divulgatore maturata nella precedente attività di insegnante con cattedra ambulante, affiancando ai compiti di direttore frequenti incontri sul campo con gli agricoltori. Orsi lasciò la direzione dell'istituto nel settembre 1928, dopo 43 anni di lavoro. Nel maggio del 1929 con grande solennità ebbero luogo nell’aula magna dell'Istituto agrario di San Michele due significative cerimonie: le onoranze ad Osvaldo Orsi, che per limiti d'età lasciava la carica di Direttore e la presentazione del suo successore prof. Enrico Avanzi.
Nella sua lunga vita lavorativa pubblicò articoli sulla lotta contro le tignole dell'uva, contro gli acari e le cimici; scrisse la relazione annuale riguardante l'attività della stazione di controllo dei semi e una traduzione della pubblicazione dell’imperial regio dott. de Weinzierl, proveniente dalla stazione di controllo dei semi di Vienna, sulla "Composizione e coltivazione dei miscugli di erbe foraggere”. Ancora fra le sue pubblicazioni si ricorda: "Fioritura e rifioritura autunnale di alcune piante alpine" in «Studi Trentini di Scienze Naturali» anno XI 1930, fascicolo I.

#### La fine della carriera
Nel lasciare la Direzione dell’Istituto Agrario di San Michele il Osvaldo Orsi mise a disposizione dell'amministrazione provinciale, tramite un atto munifico, la somma in denaro di 10.000 Lire per formare una borsa di studio intitolata a suo nome, da assegnarsi ad un alunno povero e meritevole dell’Istituto proveniente da una zona viticola svantaggiata.
Nel cimitero di Mezzolombardo è situato un monumento in marmo scuro che lo ricorda e porta, oltre alla sua immagine, il simbolo di quattro fiori di montagna (stella alpina, genziana, rododendro e nigritella) con la scritta «Ai piedi di questi monti da lui tanto amati in attesa qui si fermò».

## Onorificenze

Osvaldo Orsi al lago di Molveno negli anni '30